# Рамария жёлтая
Рамария жёлтая, или медвежья лапка, или рогатик жёлтый, или грибная лапша, также оленьи рога (лат. Ramaria flava) — съедобный гриб из рода Рамария семейства Gomphaceae.

## Описание
Плодовое тело от 6 до 20 см в высоту и диаметром от 10 до 15 см, коралловидной формы, имеет несколько ветвей жёлто-серого и ближе к основанию ножки белого цвета, диаметром 5—8 см и 4—7 см. Концы ветвей обычно раздвоены, образуют U- или V-образную вилку. Мякоть гриба хрупкая, но плотная. Обладает сладким запахом и нежным вкусом. Споровый порошок коричнево-охряный.
Гриб съедобен в молодом возрасте, относится к 4-й категории. Используется в свежем виде для приготовления горячих блюд, а также для сушки.

### Сходные виды
- Несъедобный гриб Ramaria eumorpha (sin. Ramaria invalii).

## Экология и ареал
Произрастает в умеренных районах северного полушария. Встречается в Европейской части России и в Западной Сибири. Растёт на лесной подстилке в хвойных, смешанных и лиственных лесах в августе – сентябре.
Также известна на юге Чили (от области Мауле до области Лос-Лагос).